# (100940) Maunder
(100940) Maunder es un asteroide perteneciente al cinturón de asteroides, región del sistema solar que se encuentra entre las órbitas de Marte y Júpiter, descubierto el 28 de junio de 1998 por Eric Walter Elst desde el Observatorio de La Silla, Chile.

## Designación y nombre
Designado provisionalmente como 1998 MM47. Fue nombrado Maunder en homenaje a Edward Walter Maunder, astrónomo británico, fue la fuerza impulsora de la fundación de la Asociación Astronómica Británica. Es conocido por descubrir un mínimo prolongado en actividad solar de 1645 a 1715, que corresponde a temperaturas europeas inferiores a la media.

## Características orbitales
Maunder está situado a una distancia media del Sol de 2,612 ua, pudiendo alejarse hasta 3,049 ua y acercarse hasta 2,176 ua. Su excentricidad es 0,166 y la inclinación orbital 15,85 grados. Emplea 1542,71 días en completar una órbita alrededor del Sol.

## Características físicas
La magnitud absoluta de Maunder es 15,2. Tiene 4,494 km de diámetro y su albedo se estima en 0,087. 